# Strada statale 199 di Monti
La strada statale 199 di Monti (SS 199) è una strada statale italiana localizzata in Sardegna. Ha fatto parte dell'itinerario Sassari-Olbia assieme alla strada statale 597 del Logudoro, prima dell'istituzione dell'omonima strada statale 729.
Lunga 16,700 km, collega Ozieri a Oschiri. Attraversa il Meilogu e il Monteacuto. È sotto la gestione del compartimento di Sassari dall'Anas.

## Percorso
Inizia nel comune di Ozieri, dalla strada statale 132 di Ozieri non lontano dalla frazione di San Nicola, e prosegue verso nord-est fino a giungere alle porte di Oschiri dove termina il proprio tracciato al bivio con il vecchio tracciato della strada statale 597 di Logudoro.
Al momento della sua classificazione nel 1953, la strada proseguiva in direzione nord-est seguendo l'andamento della linea ferroviaria Cagliari–Golfo Aranci, lambendo l'abitato di Berchidda, raggiungendo Monti, dove si innestava in essa la Strada statale 389 di Buddusò e del Correboi, e proseguendo verso nord fino a Telti dove si innestava sulla Strada statale 127 Settentrionale Sarda.
Nel 1990 la recente strada provinciale Monti - Olbia, che si innestava al km 36+200 poco prima di Monti, venne inclusa nel tracciato ed il caposaldo finale fu spostato ad Olbia, dove intersecava la Diramazione Centrale Nuorese e si innestava sulla strada statale 125 Orientale Sarda, con il tratto Monti - Telti ceduto alla provincia e riclassificato come Strada Provinciale 147. Il breve tratto da Monti al nuovo svincolo rimase di competenza statale, funzionalmente rimanendo un'estensione della statale 389 del Correboi, ed è attualmente classificato come Nuova Strada ANAS 319.La lunghezza complessiva risultava allora pari a 61,147 km.
Già nel 2008 venne dismesso il tratto compreso tra il km 16,500 (Oschiri) e il km 37,000 (bivio per Monti), consegnato alla provincia e riclassificato come Strada Provinciale 16M, a causa della realizzazione della variante allora denominata Nuova Strada ANAS 241 Oschiri - Monti. La statale era quindi a questo punto costituita da due tronconi distinti.
Dal 2011, con la revisione dell'itinerario della strada statale 597 di Logudoro, il troncone Monti - Olbia è stato inserito nell'itinerario di quest'ultima assieme alla NSA 241, riducendo ulteriormente la strada al solo tratto da Ozieri a Oschiri.